# Anielin (Strzelewo)
Anielin – osada wsi Strzelewo w Polsce, położona w województwie kujawsko-pomorskim, w powiecie bydgoskim, w gminie Sicienko.
W latach 1975–1998 osada położona była w województwie bydgoskim.